# Linha Kaigan
'Kaigan é uma das duas linhas do metro de Kobe, no Japão. Foi inaugurada em 2001 e circula entre as estações de Shin-Nagata e Sannomiya-Hanadokeimae. Tem um total de 10 estações.